# حماد الشرطان
حماد الشرطان (مواليد 20 ديسمبر 1986) هو لاعب كرة قدم سعودي يلعب حالياً في نادي الجندل .

## مسيرة اللاعب
لعب في نادي الغوطة ونادي القلعة ونادي الجندل ونادي العروبة.